# Делоне, Робер
Робе́р Делоне́ (фр. Robert Delaunay; 12 апреля 1885, Париж — 25 октября 1941, Монпелье) — французский художник Парижской школы, один из основоположников (вместе со своей женой Соней Терк-Делоне) нового художественного течения — «орфизма».

## Биография

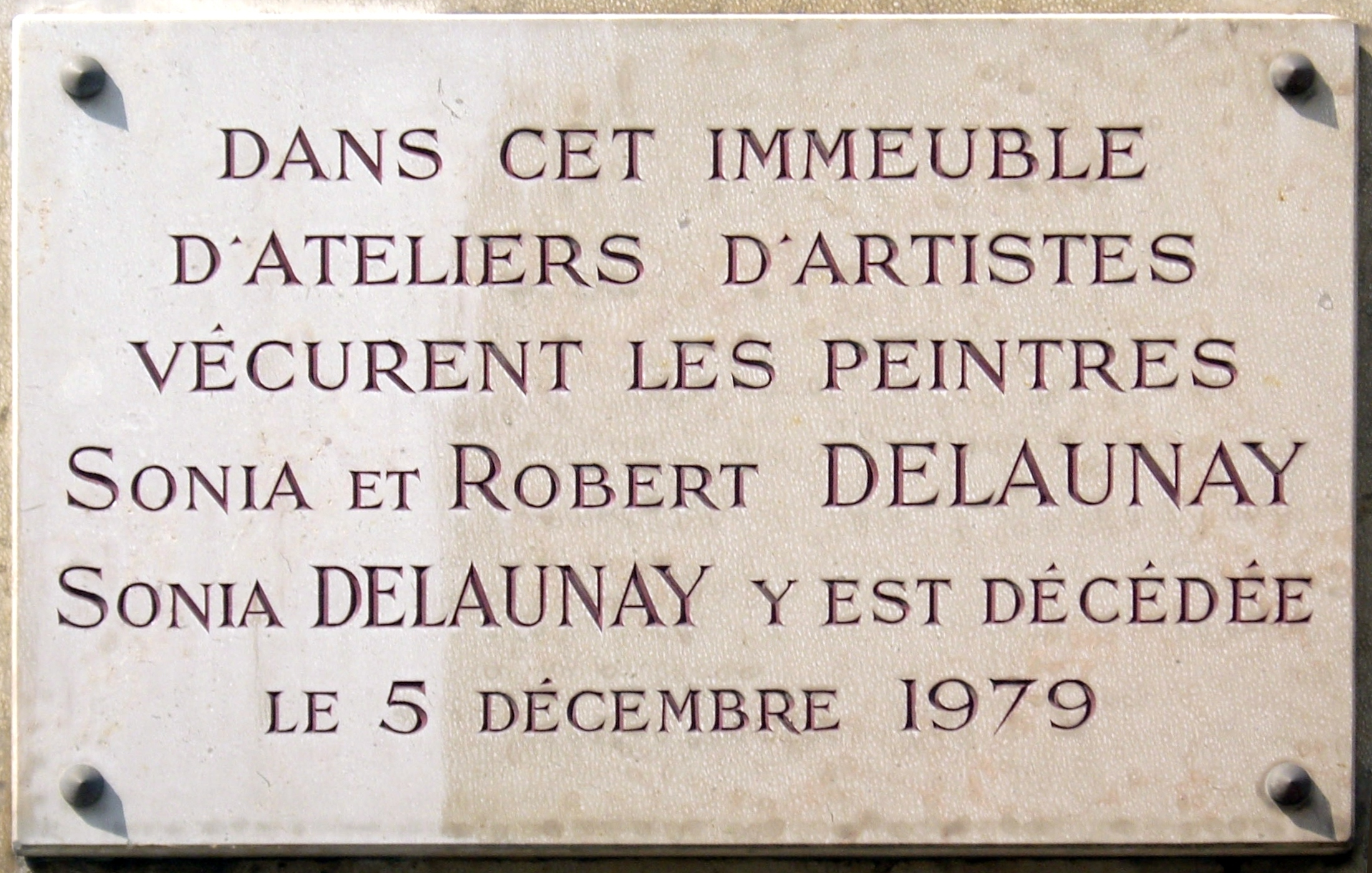
Мемориальная доска на доме № 16 на улице Святого Симона в Париже, где жили художники Робер Делоне и Соня Делоне

Робер Делоне родился в 1885 году в Париже. Сын Жоржа Делоне и графини Берты Фелиси де Роз. Когда он был ребёнком, родители развелись, и Робера воспитывали сестра его матери Мари и её муж Шарль Дамур.
В 1904 году Делоне представил шесть работ на Салоне Независимых. Путешествовал в Бретань, где испытал влияние Школы Понт-Авена. После службы в армии познакомился в 1908 году с приехавшей из Одессы Соней Терк; в 1910 году они поженились. В 1908 году Делоне становится членом группы «Золотое сечение». В 1911 году он участвует в выставке группы «Синий всадник» в Мюнхене.
Годы Первой мировой войны супруги Делоне провели в Испании и Португалии, в 1921 году вернулись в Париж. В 1937 году Робер и Соня Делоне вместе участвовали в оформлении Всемирной выставки в Париже.
С началом Второй мировой войны Делоне укрылся в Оверни, но был уже тяжело болен и 25 октября 1941 года скончался от рака в Монпелье в возрасте 56 лет. Его тело было перезахоронено в 1952 году в Гамбе.
Сын Робера и Сони — Шарль Делоне (1911—1988) — был пропагандистом и историком джаза.

## Творчество
Начинал под влиянием постимпрессионистов, прежде всего Сезанна. Остро чувствовал движение, ритм. С 1912 года вместе со своей женой Соней Терк-Делоне пришёл от кубизма к своеобразной манере абстрактной живописи, которую Гийом Аполлинер назвал орфизмом. В эстетической концепции Делоне, в отличие от теорий основоположников абстракционизма Кандинского и Мондриана, идеалистическая метафизика отвергалась; основной задачей абстракционизма художнику представлялось исследование динамических качеств цвета и других свойств художественного языка. Делоне был близок к Синему всаднику, переписывался с Кандинским и Макке. Автор ряда программных и теоретических работ о живописи, одну из них («О свете», 1912) перевёл на немецкий язык Пауль Клее, она была опубликована в журнале «Sturm» (1913).

### Избранные работы

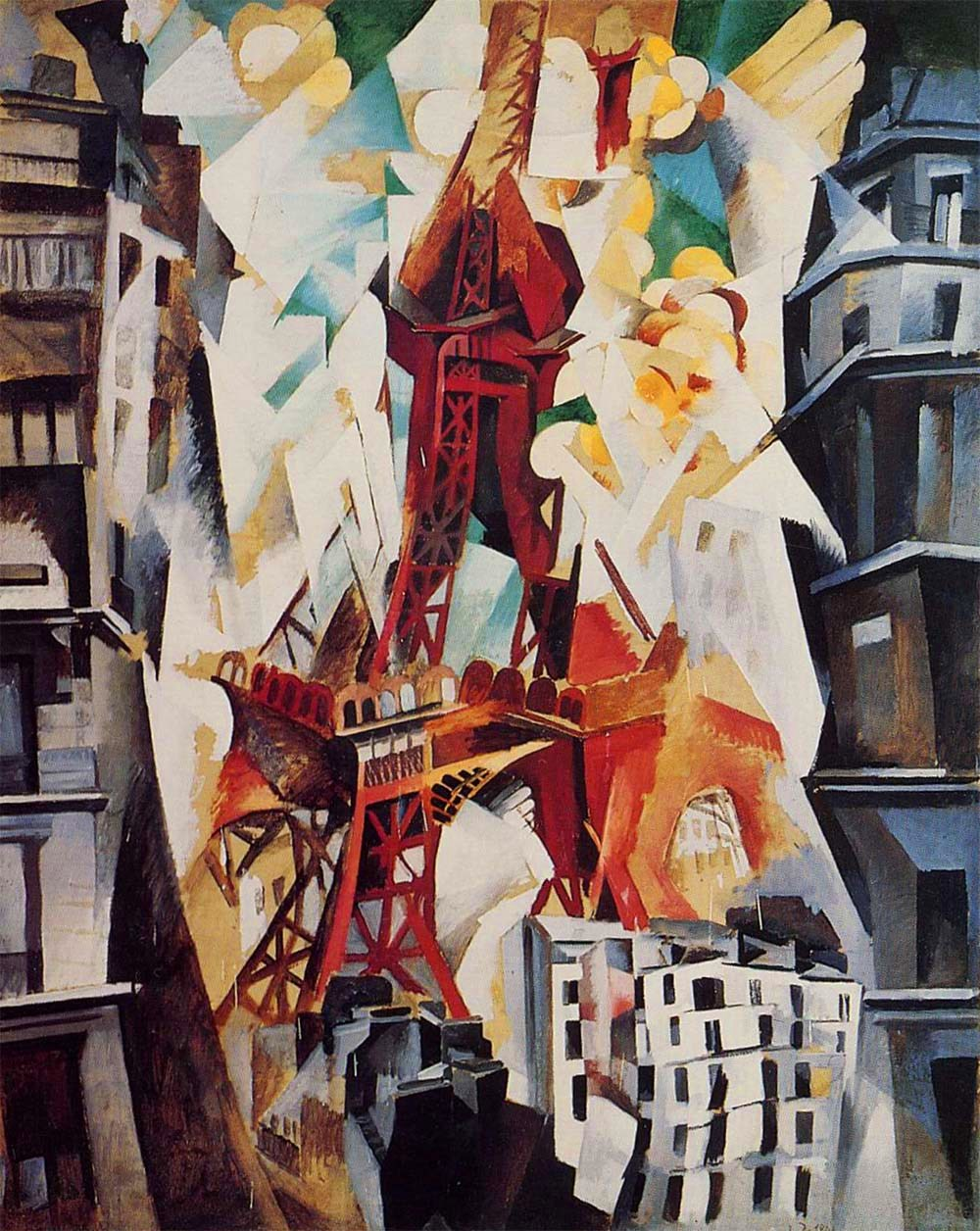
Марсово поле: Красная башня (1911—1923)
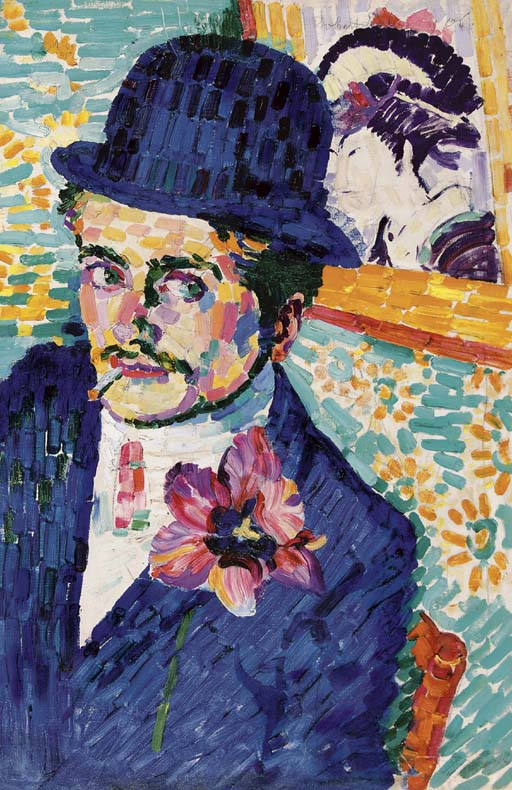
Портрет Жана Метценже (1906)

| - Эйфелева башня с деревьями (1910) - Марсово поле: Красная башня (1911—1923) - Одновременные окна (1912) - Футбол (1916) - «Португалка», 1916. Музей Тиссен-Борнемиса, Мадрид; - Обнажённая с книгой (ок. 1920) - Круговые формы (1930) - Ритмы: Радость жизни (1930) - Бесконечный ритм (1934) |

### Наследие
Работы Робера Делоне представлены во многих крупных музеях мира от Шотландии до Японии и Австралии.

## Галерея

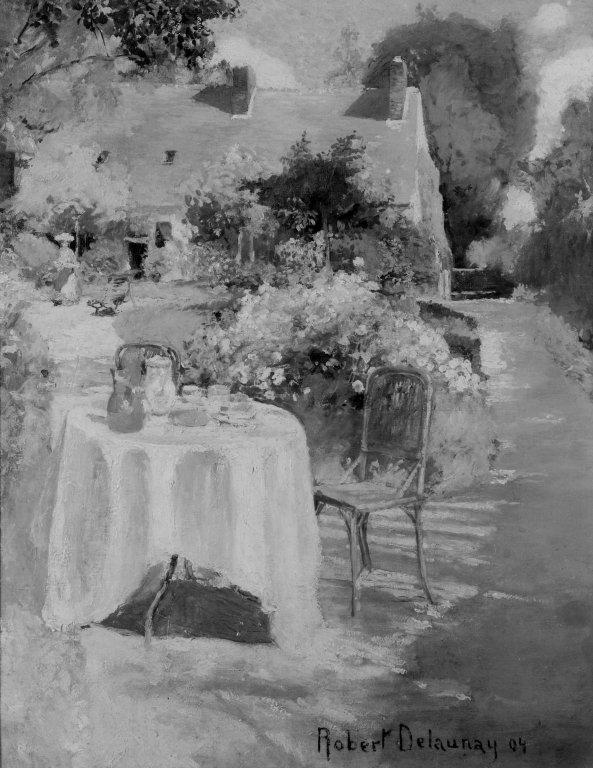
В саду (Dans le jardin) (1904)
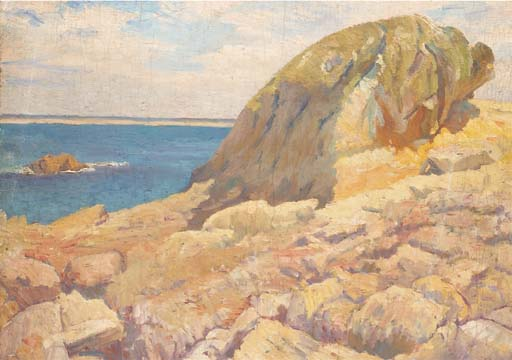
Пейзаж: скала перед морем (Paysage: Le rocher devant la mer) (1904)
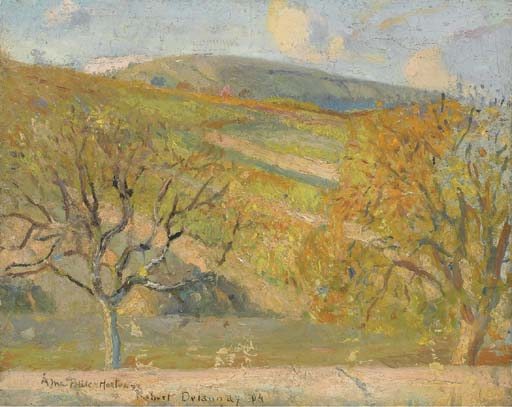
Гористый пейзаж (Paysage montagneux)
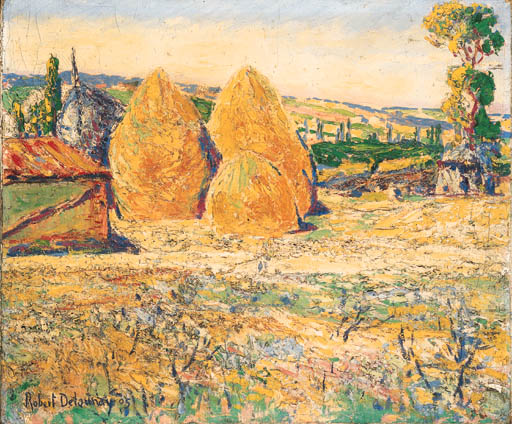
Пейзаж со стогами (Paysage, les meules) (1905)
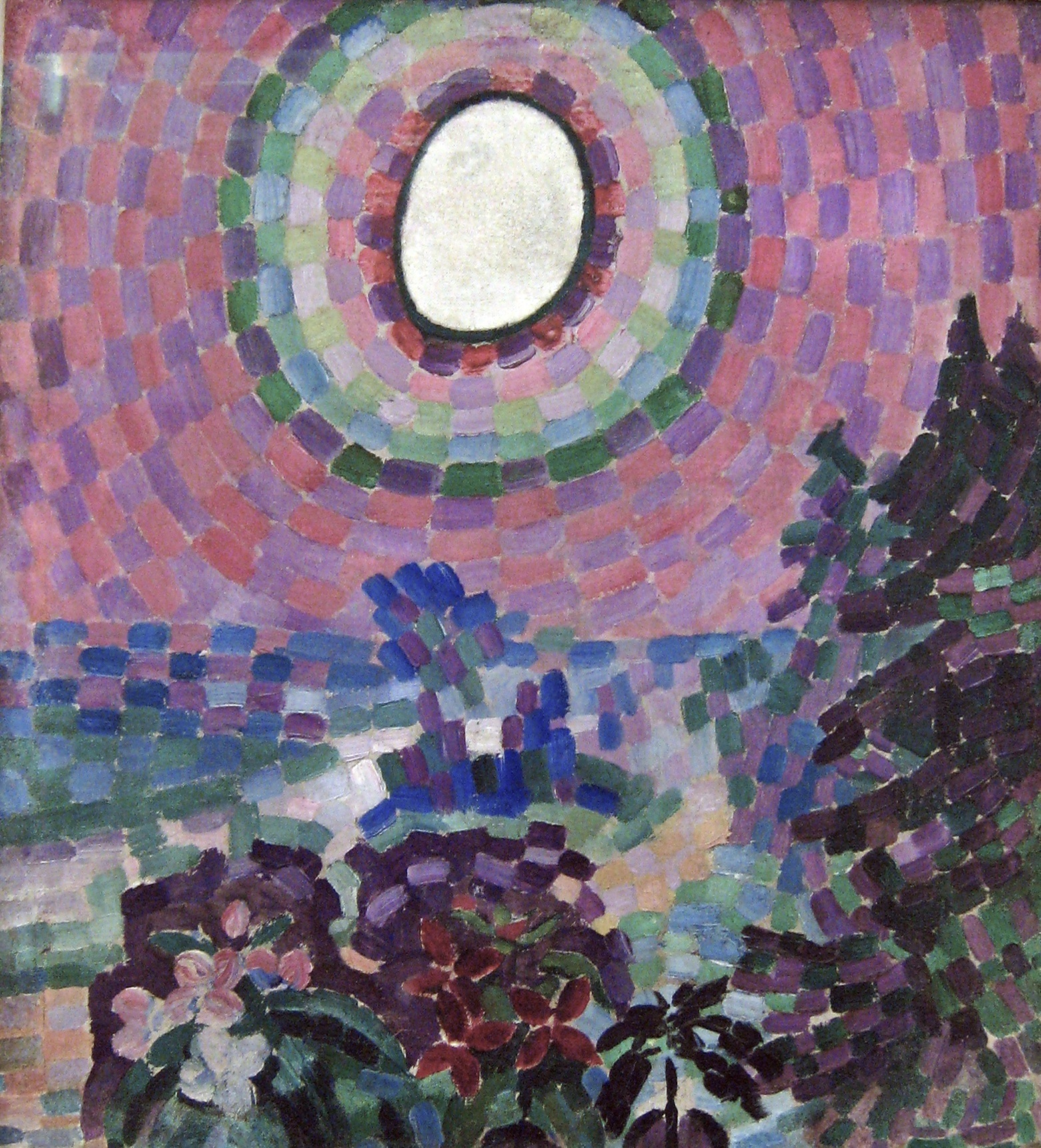
Пейзаж с диском (Paysage au disque) (1906)
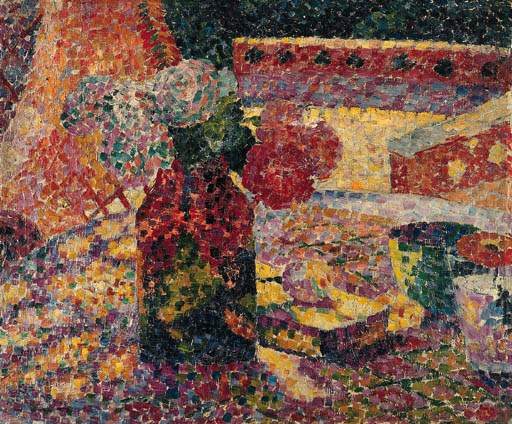
Натюрморт. Ваза с цветами (Nature morte au vase de fleurs) (1907)
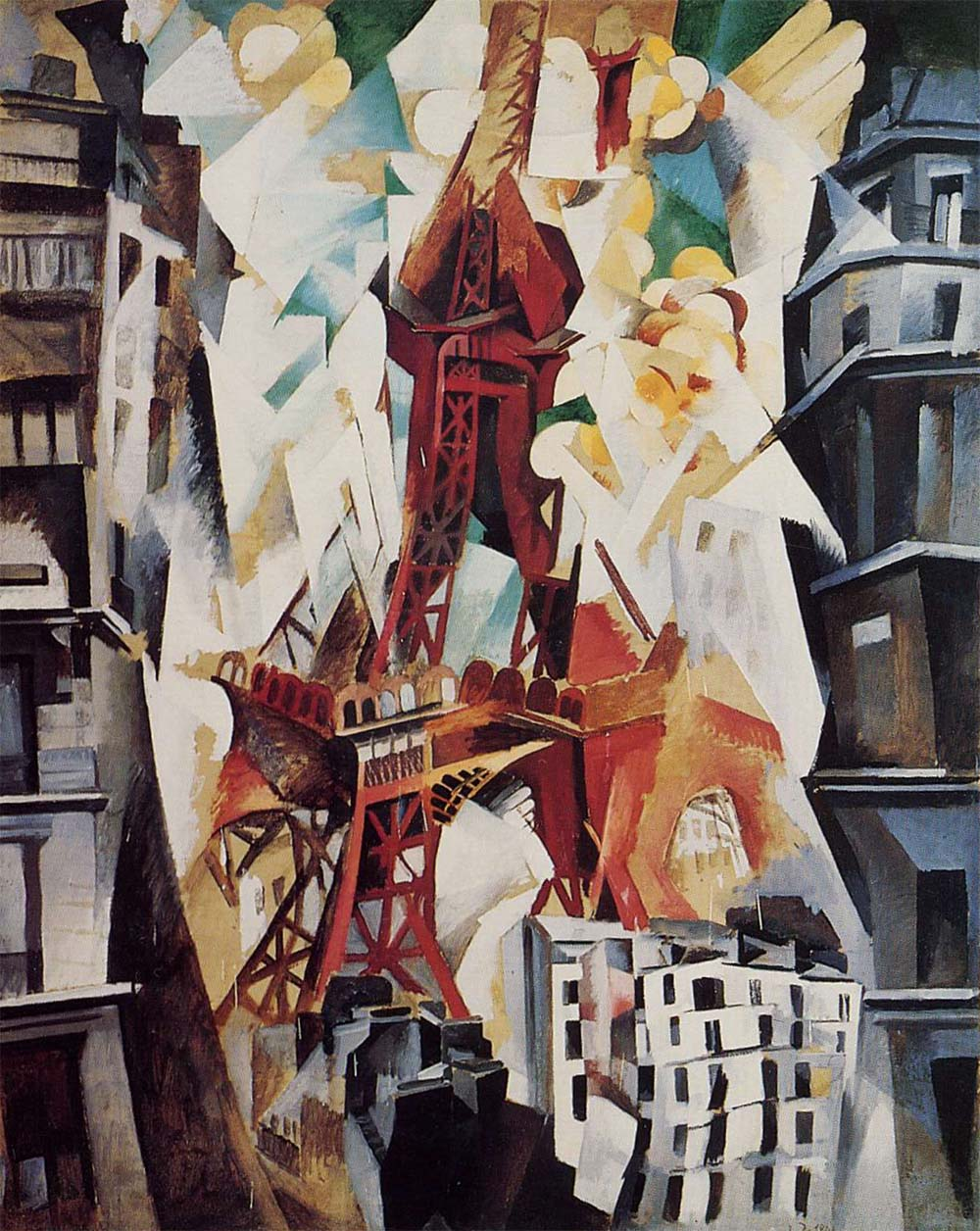
Эйфелева башня (Tour Eiffel) (1911)
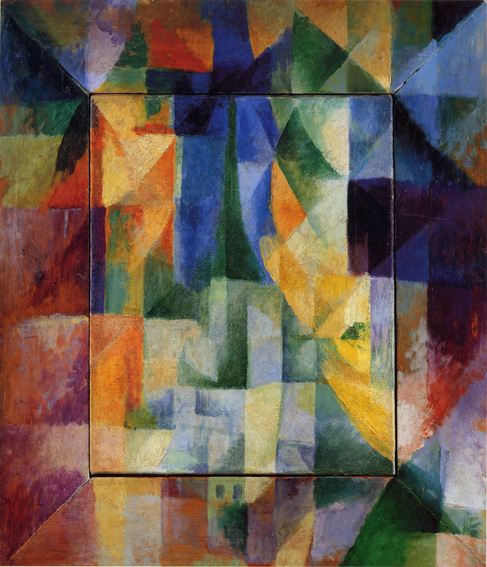
Одновременные окна в городе (Les Fenêtres) (1912)
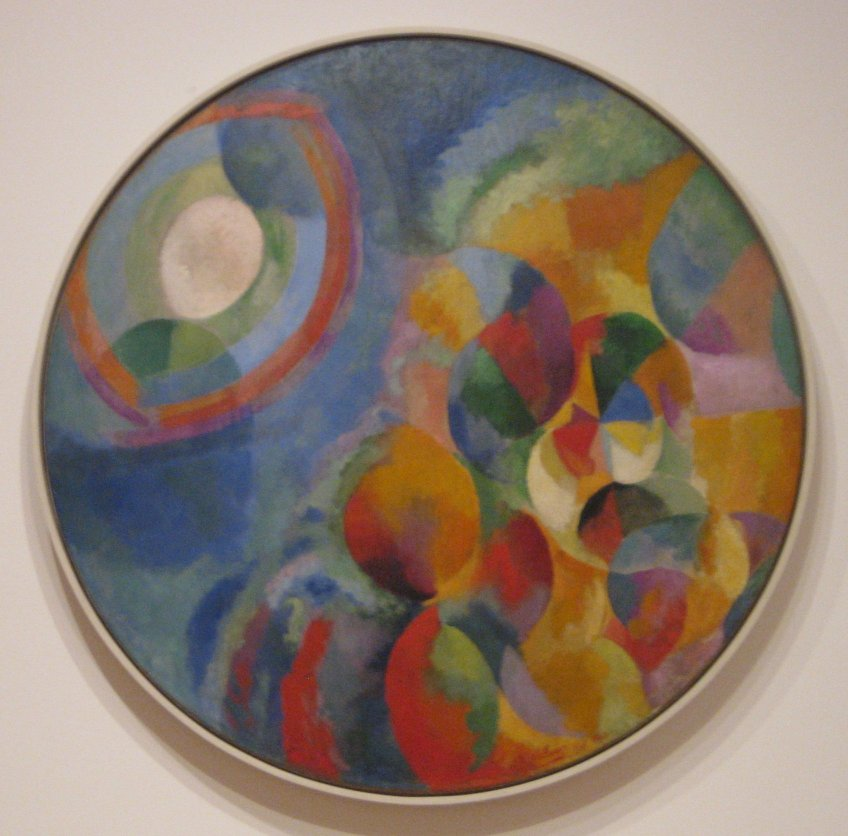
Солнце и Луна (1912)
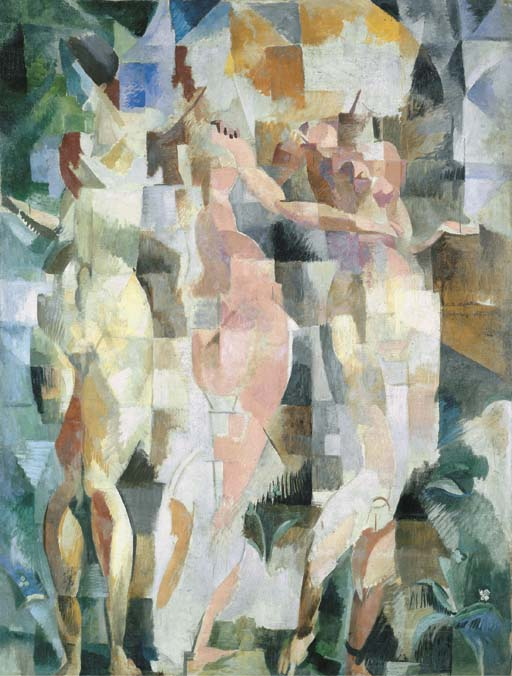
Три грации (Les trois grâces) (1912)
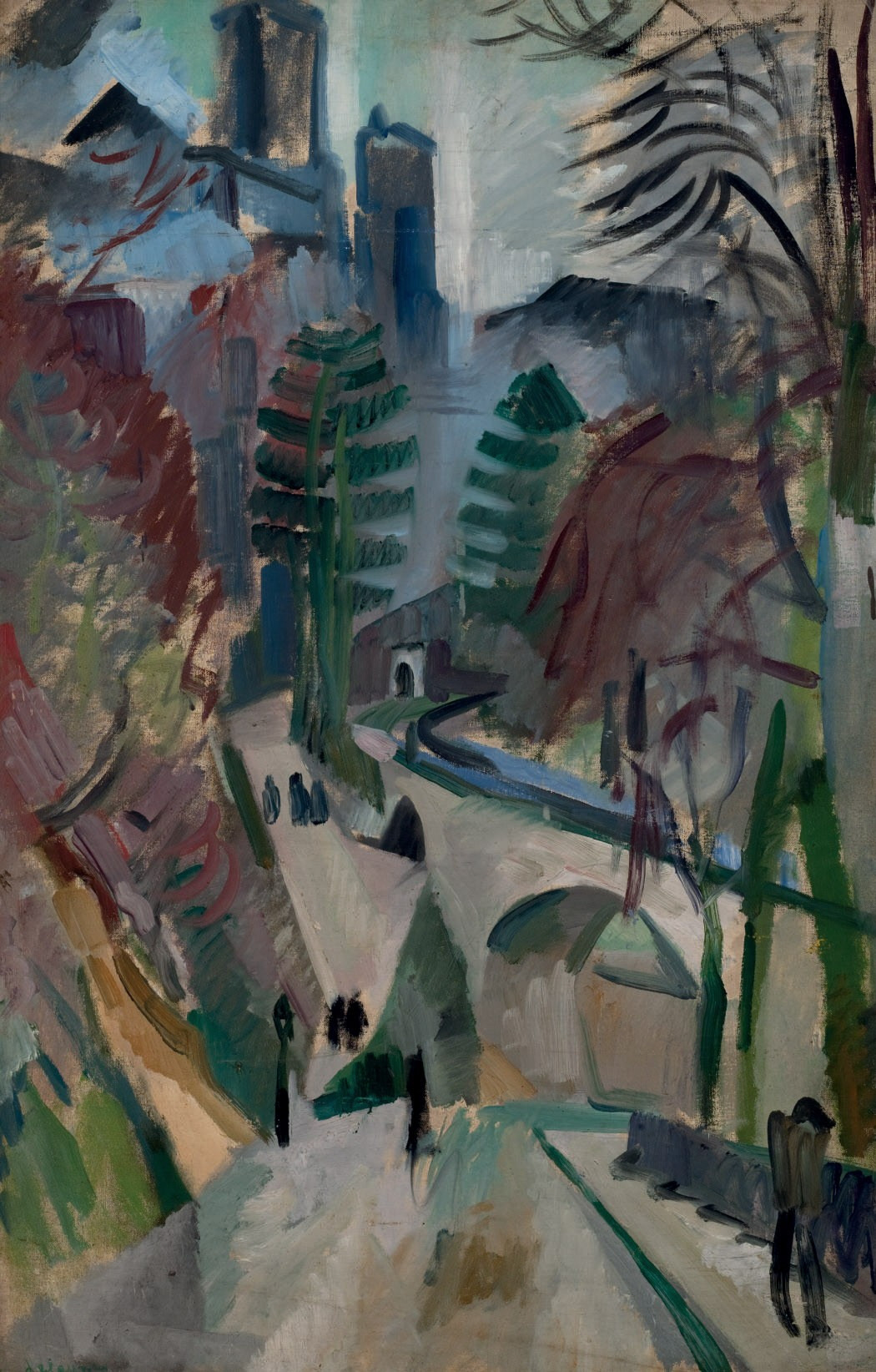
Пейзаж в Лаоне (Paysage de LaonЪ (1912)
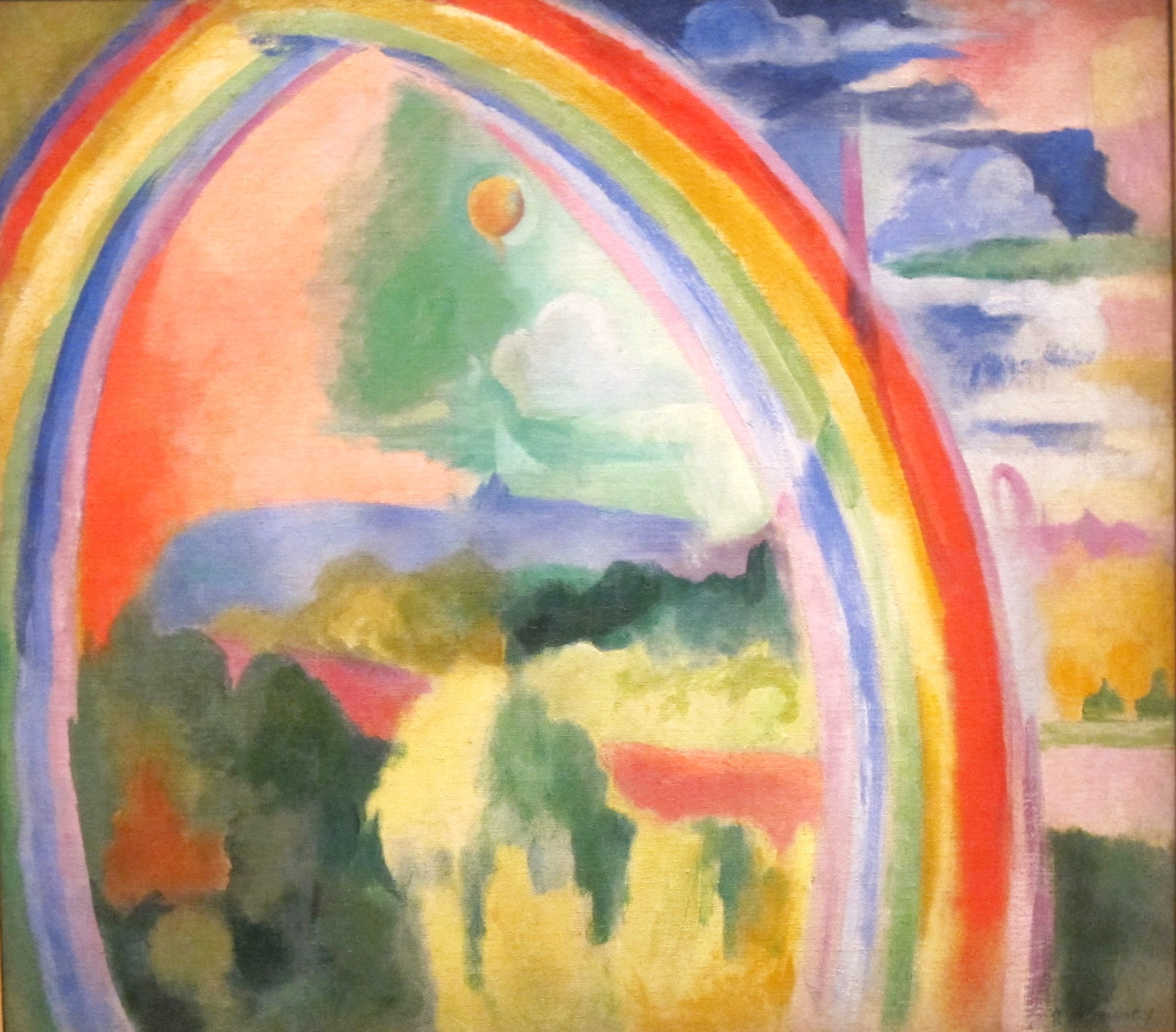
Радуга (1913)
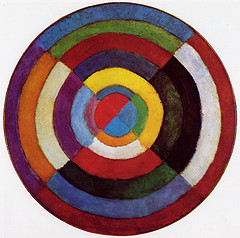
Синхронный диск (Disque simultané) (1912—1913)
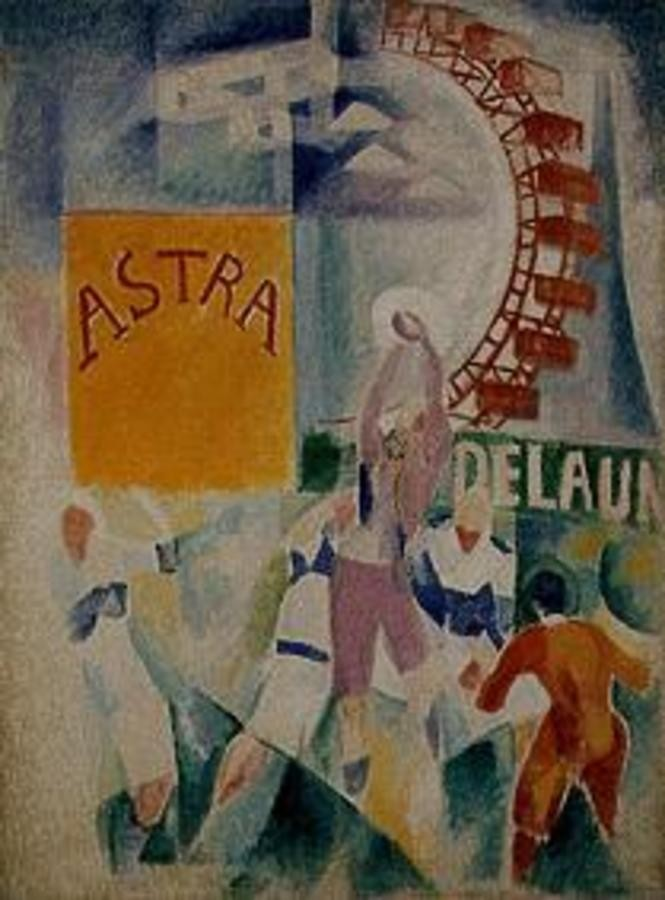
Команда Кардиффа (L'Équipe de Cardiff) (1913) 1-й вариант
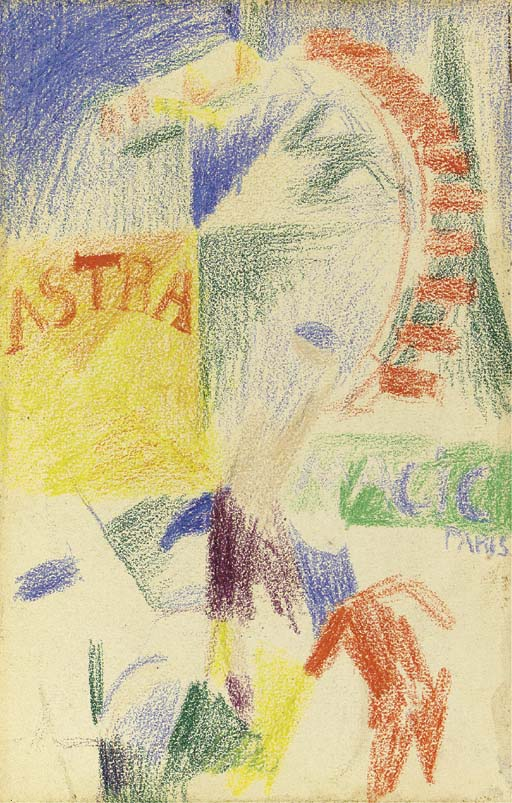
Команда Кардиффа (L'Équipe de Cardiff) (1913) 2-й вариант
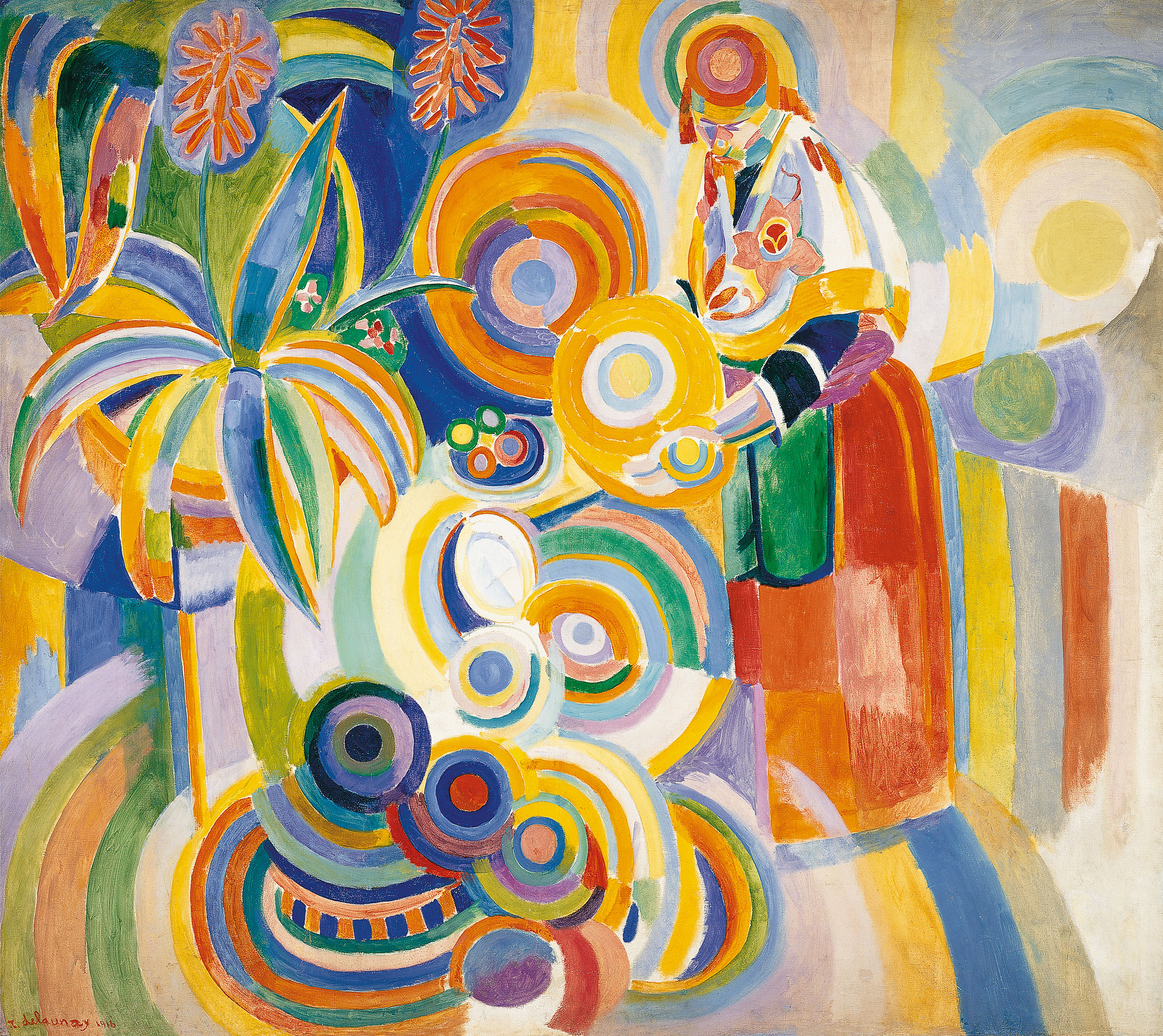
Португалка (1916), Музей Тиссен-Борнемиса, Мадрид
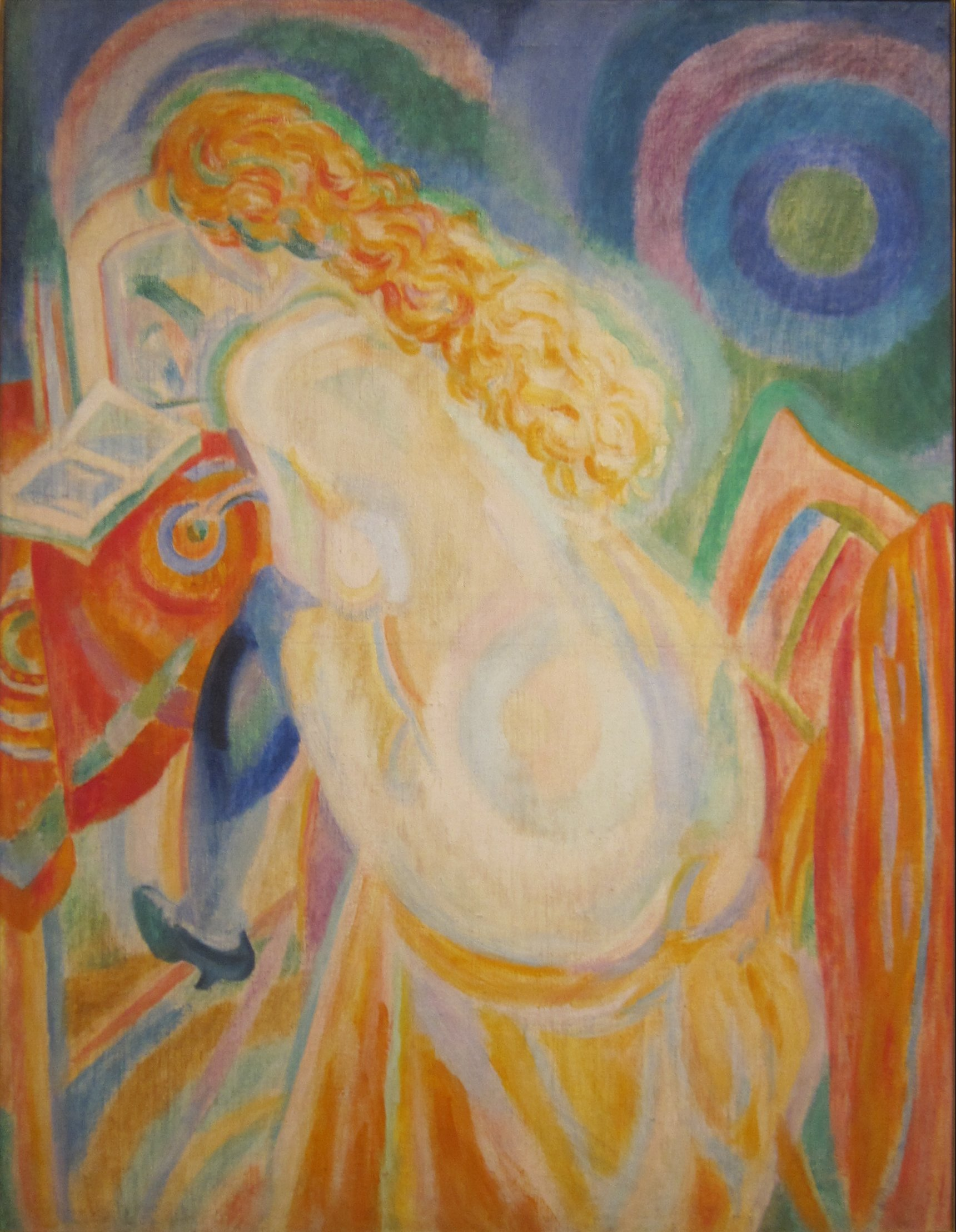
Обнажённая с книгой (Femme nue lisant) (1915)
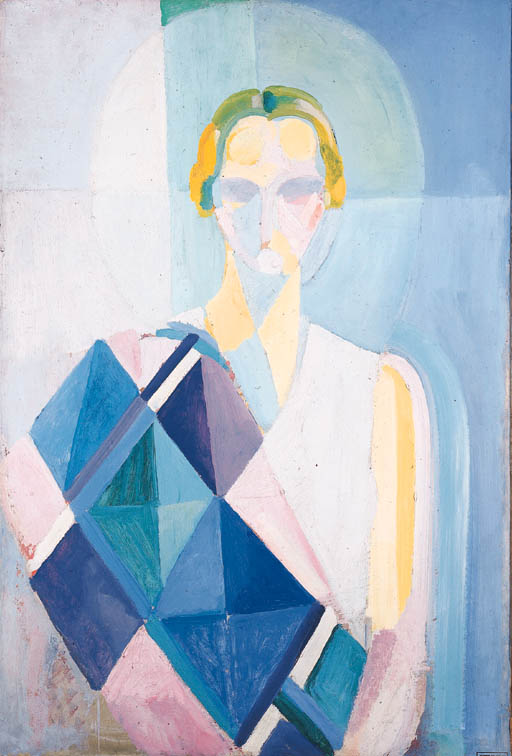
Портрет Мадам Хейм (1926—1927)
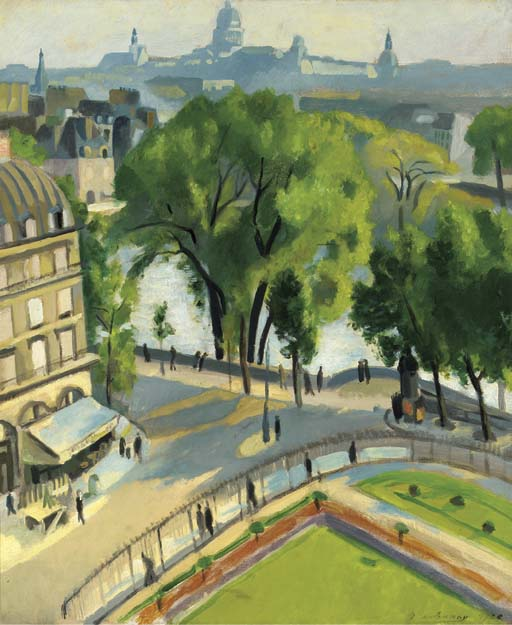
Вид набережной Лувра (Vue du Quai du Louvre) (1928)
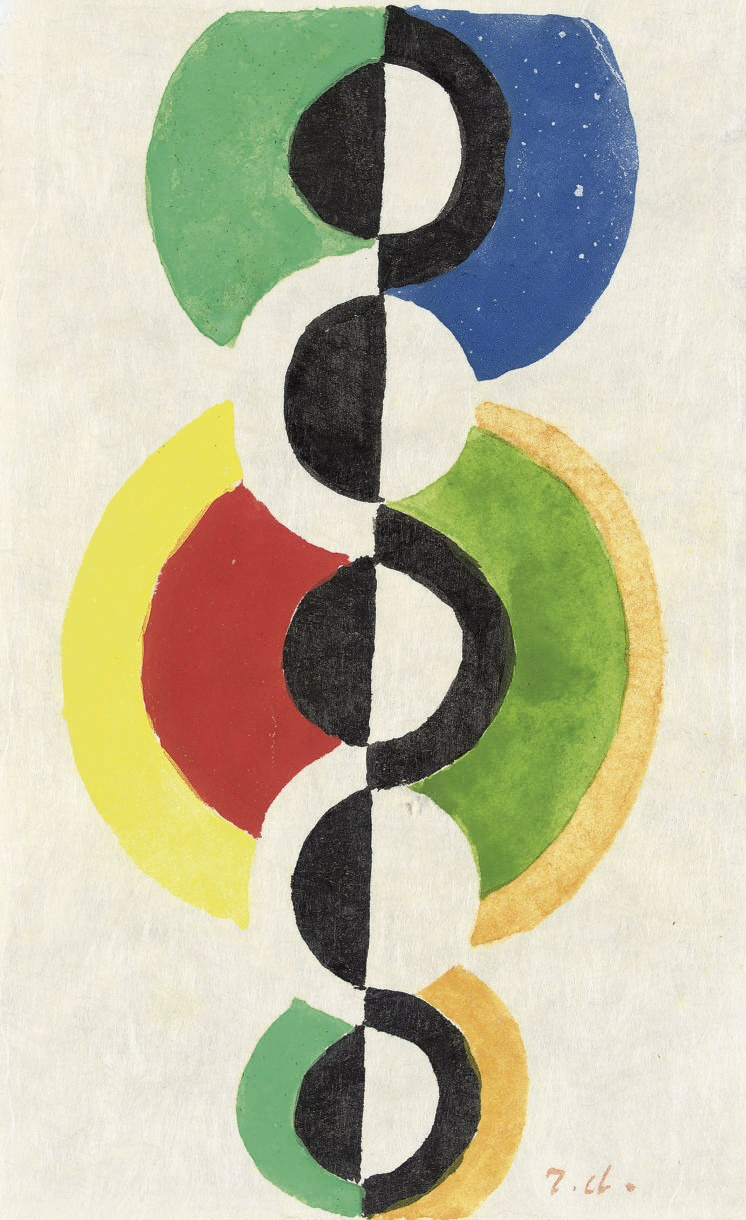
Ритм (Rythme) (1932)
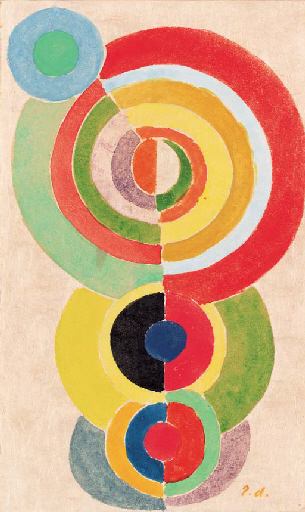
Ритм I (Rythme I) 1934
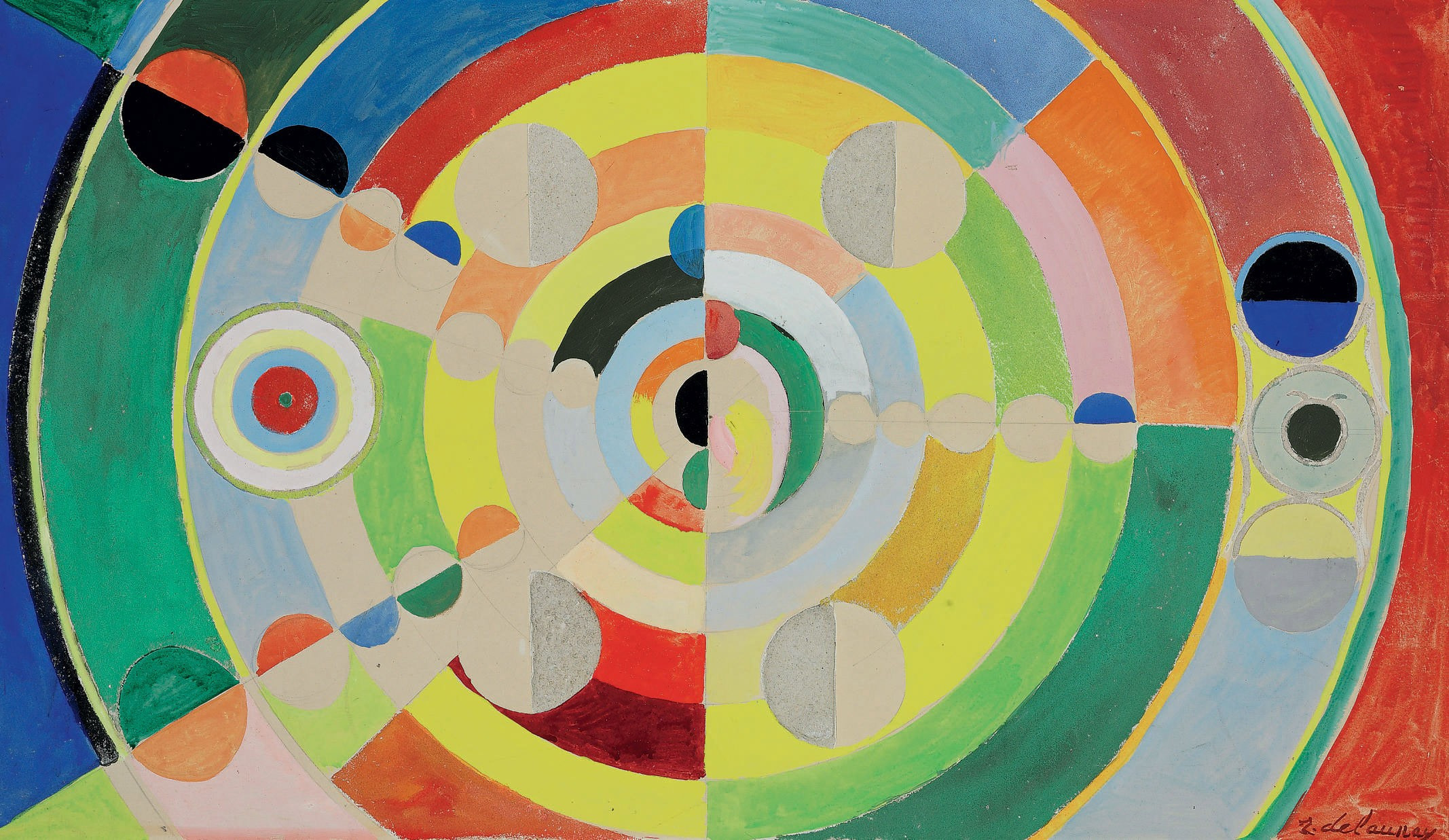
Relief-disques (1936)
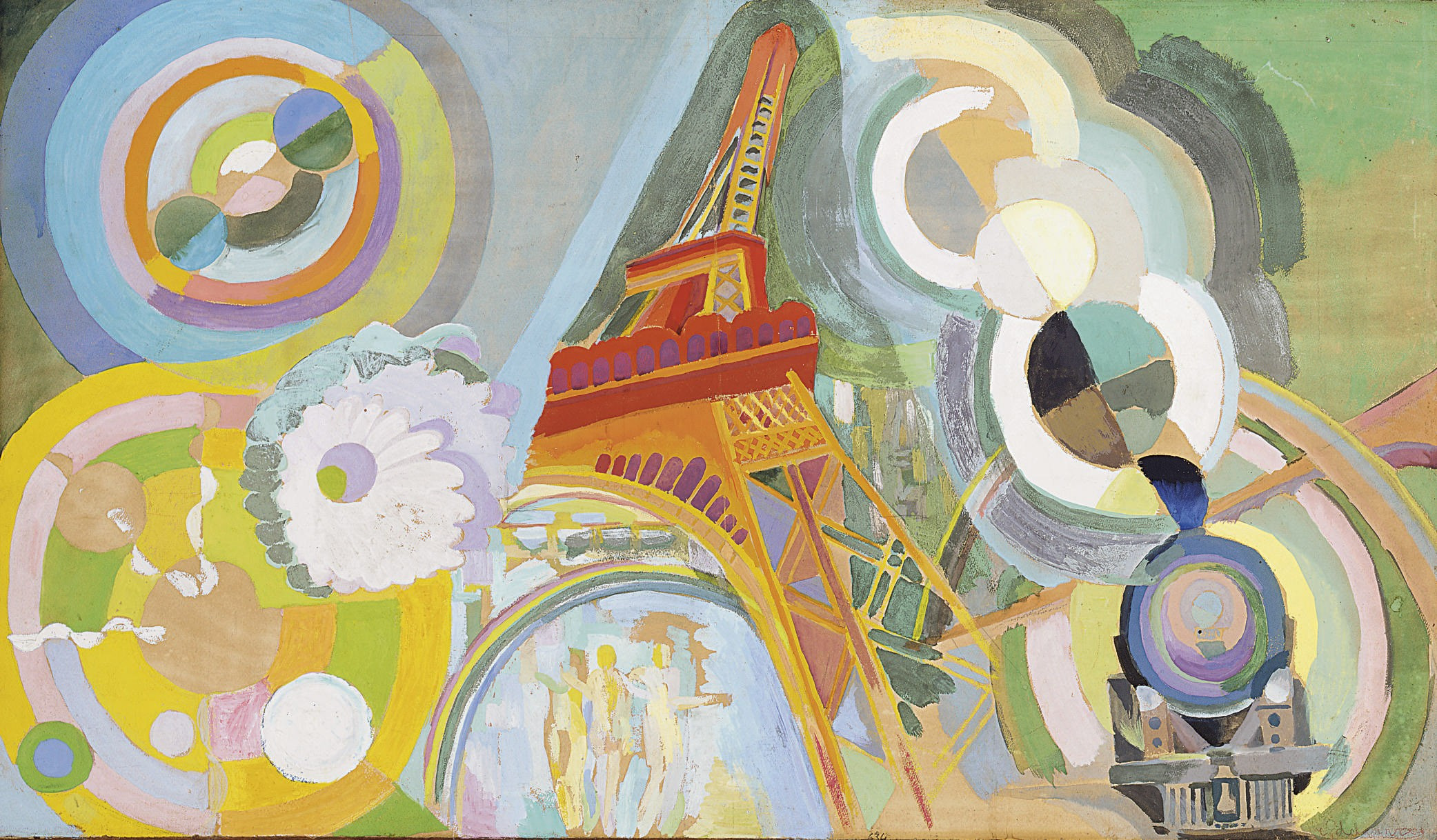
Воздух, железо и вода (Air fer et eau) (этюд) (1937)